# Anchesenpaaton mladší
Anchesenpaaton mladší, známá také jako Anchesenpaaton Tasherit, byla staroegyptská princezna z 18. dynastie. O této princezně z období Amarny není mnoho informací.

## Možní rodiče
Deska s jejím jménem a podobiznou byla nalezena archeology v roce 1938 ve městě Hermopolis. Ona a další princezna, Meritaton mladší se objevují často vytesané na scénách zachycujících různé události z druhé poloviny vlády faraona Achnatona. Titul alespoň jedné z princezen má zcela jistě podobu „sherit" a sice „narozená z Velké manželky krále", většina nápisu je ovšem poškozená, a tak se egyptologové přou, zda tento titul opravdu náleží Achesenpaaton mladší, nebo Meritaton mladší a nejsou si jisti, o kterou Velkou královskou manželku se jedná.
Egyptologové zvažují pro princeznu (stejně jako pro Meritaton mladší) několik různých párů rodičů.

### Anchesenpamon a Achanton
Nejčastěji je považována za dceru Anchesenpamon (která je známá i jako Anchesenpaaton a byla to dcera faraona Achnatona a jeho hlavní manželky Nefertiti) a samotného Achnatona, ostatně incest nebyl ve starověkém Egyptě nic neobvyklého. Její plný titul by pak zněl: "Anchesenpaaton Tasherit, narozená z Anchenseamon, narozené z Velké královské manželky Nefertiti". Pokud je tato teorie správná a Anchesenpaaton mladší byla dcerou Anchesenpamon a Achnatona, musela se narodit až na samém konci Achantonovy vlády, protože samotná Anchesenpaaton se narodila v 5. roce Achnatonova panování a tak mohla sama porodit dítě nejdříve okolo 16. roku otcovy vlády.

### Kija a Achnaton
Protože se jak Anchesenpaaton mladší, tak Meritaton mladší objevují pouze v textech, které zmiňují Achnatonovu druhou manželku Kiju, je možná, že obě děti byly potomky Achantona a Kiji.
Existuje ale i teorie o tom, že jedna, nebo obě princezny jsou pouhý omyl egyptologů a jedná se místo nich o princeznu Bekataton; o té není mnoho známo, předpokládá se, že zemřela mladá a mohla být jak dcerou Kiji, tak dcerou královny Teje.

### Meritaton a Smenchkare
Egyptolog Dodson přišel s návrhem, že Anchesenpaaton mladší může být dcerou mladého královského páru Smenchareho a Meritaton, princezna by pak mohla být pojmenována po své tetě z matčiny strany Anchesenpaaton.